# ICE Swap Rate
Als ICE Swap Rate bezeichnet man einen weltweit gebräuchlichen Referenzzinswert für Festzinssätze in Zinsswap-Geschäften. Bis zur Restrukturierung im April 2015 war der Wert als ISDAfix bekannt.

## Geschichte
ISDAfix wurde 1998 entwickelt und geht auf eine Kooperation der ISDA mit Reuters (heute Thomson Reuters) und Intercapital Brokers (heute ICAP) zurück. Er basierte auf den (freiwilligen) Eingaben einiger Bankhäuser, die den Zinssatz mitteilen, zu dem sie einen Referenzswap mit einem Nennbetrag von 50 Mio. US-Dollar kaufen oder verkaufen würden. ISDAfix-Sätze wurden Stand: Februar 2014 für vier Währungen (Euro, Pfund Sterling, Schweizer Franken, US-Dollar) und jeweils für verschiedene Laufzeiten bestimmt; die Sätze für den Hong-Kong-Dollar und den Japanischen Yen wurden im April 2013 und Januar 2014 ausgesetzt, weil nach dem Rückzug einzelner Banken nicht mehr genügend Mitteilungen erfolgt wären. Die Sammlung der Zinsmeldungen und die letztendliche Berechnung der Referenzsätze erfolgt inzwischen für alle Währungen durch Thomson Reuters.
Hauptzweck der Erhebung der ISDAfix-Sätze war, die Bestimmung des Ausübungspreises von Swap-Optionen mit Barausgleich zu erleichtern. ISDAfix-Sätze wurden überdies oftmals als Referenzsatz für Close-out-Zahlungen bei der vorzeitigen Aufhebung von Zinsswaps verwendet. Zudem nutzt man sie auch allgemein zur Bestimmung des Marktwerts von Swap-Produkten.
Im Zuge des Libor-Skandals ab 2012 gerieten auch die ISDAfix-Sätze in die Kritik; die amerikanische Commodity Futures Trading Commission sowie die britische Financial Conduct Authority untersuchen beide Manipulationsvorwürfe. ICAP, das im Gefolge des Libor-Skandals mit Strafzahlungen in Höhe von 87 Millionen US-Dollar durch britische und amerikanische Behörden belegt wurde, verlor noch während der laufenden Untersuchungen bei ISDAfix Anfang 2014 seine Rolle bei der Datensammlung für und der Berechnung der ISDAfix-Sätze für den US-Dollar. Die ISDA kündigte zudem tiefgreifende Veränderungen von ISDAfix an. So sollten zunächst die US-Dollar-Sätze und später auch alle anderen auf einen marktbasierten, automatisierten Berechnungsprozess umgestellt werden; des Weiteren sollte das Portfolio der offerierten Referenzsätze weiter verkleinert werden, wenn sich der zugehörige Swap-Markt als unzureichend liquide erweist.
Zum 1. April 2015 wurde die Berechnung von der ICE Benchmark Administration (IBA), einer Tochter der Intercontinental Exchange, übernommen.

## Isdafix-Skandal
Nach dem Libor-Skandal ermittelten US-Behörden gegen insgesamt 15 Banken im Isdafix-Skandal. Mehrere Pensionsfonds und Kommunen hatten den Banken vorgeworfen, sich abgesprochen zu haben um zwischen 2009 und 2012 den Isdafix zu ihren Gunsten zu manipulieren. Mai 2016 zahlten sieben Großbanken, Bank of America, Barclays, Citigroup, Credit Suisse, Deutsche Bank, JPMorgan Chase und Royal Bank of Scotland, 324 Millionen Dollar Strafe.